# 8322 Kononovich
8322 Kononovich eller 1978 RL1 är en asteroid i huvudbältet som upptäcktes den 5 september 1978 av den rysk-sovjetiske astronomen Nikolaj Tjernych vid Krims astrofysiska observatorium på Krim. Den har fått sitt namn efter dem ryske astronomen Aleksandr Kononovitj (1850–1910).
Asteroiden har en diameter på ungefär elva kilometer och den tillhör asteroidgruppen Themis.